# Oecetis australis
Oecetis australis là một loài Trichoptera trong họ Leptoceridae. Chúng phân bố ở miền Australasia.